# 华文楷体
华文楷体是由中国常州华文印刷新技术有限公司（SinoType）制作并持有版权的一种TrueType电脑字体。在非中文的环境下显示的名称为STKaiti。

## Office功能
参见楷书。